# Horná Seč
Horná Seč este o comună slovacă, aflată în districtul Levice din regiunea Nitra. Localitatea se află la altitudinea de 158 m deasupra n.m., se întinde pe o suprafață de 8,3 km2 și în 2017 număra 550 de locuitori.

## Istoric
Localitatea Horná Seč este atestată documentar din 1355.

## Demografie
| An:                | 1994 | 2004   | 2014   | 2024   |
| ------------------ | ---- | ------ | ------ | ------ |
| Număr de persoane: | 477  | 494    | 537    | 585    |
| Diferență:         |      | +3,56% | +8,70% | +8,93% |

| An:                | 2023 | 2024   |
| ------------------ | ---- | ------ |
| Număr de persoane: | 583  | 585    |
| Diferență:         |      | +0,34% |